# 南崗地區
南崗地區是位於臺灣南投縣南投市的一個分區，主要為南崗工業區範圍。

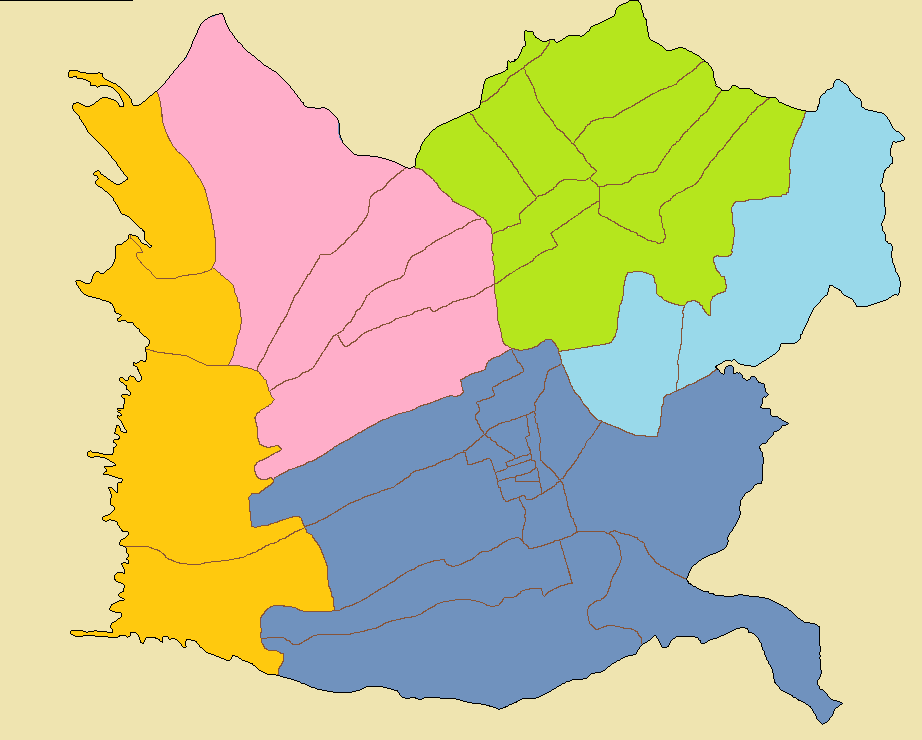
南投市地圖，區域為南崗地區

## 人口
- 四個里合計18963人(2011年5月)，土地面積約為11.64平方公里，人口密度約為1629.12人/平方公里。
- 人口主要分佈於彰南路及南崗二路沿線。

## 行政區劃

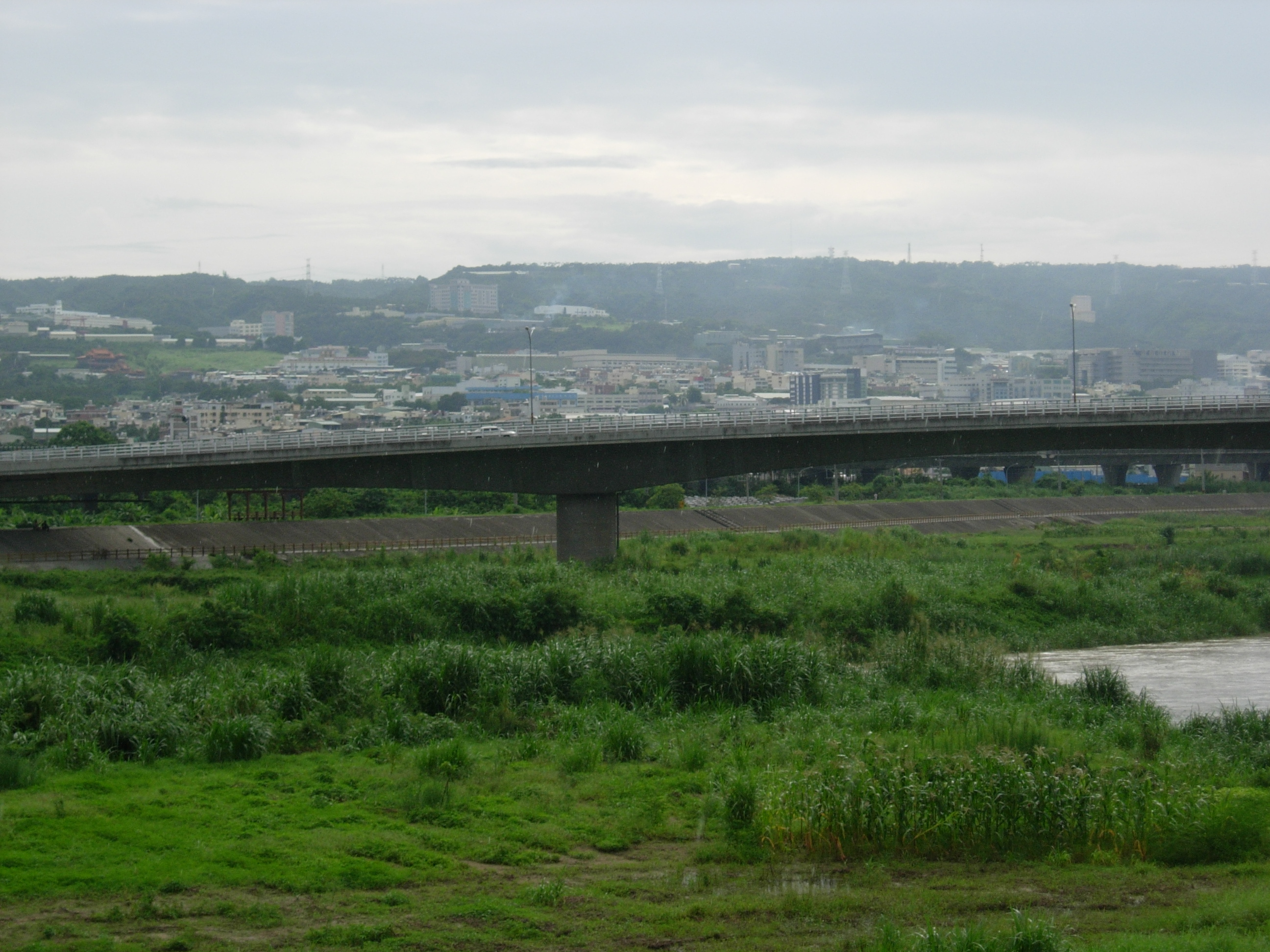
南投市南崗地區遠眺

### 平山里
由半山大字而來，又稱大半山，是八卦山台地和平林溪臨界點，一半是山丘，一半是小平地，緩丘看來不像一座完整的山，乾脆說半座山，終於變成「半山」。
- 地名包含：半山

### 永豐里
由林子大字而來，亦稱林仔庄，早期為樹林地區得名。
僑建國小位於此里。
- 地名包含：林子

### 新興里
由林子大字分出，舊名半路厝，從草屯至南投之中點得名。
新豐國小、南崗工業區服務中心位於此里。
- 地名包含：半路厝子、水尾仔

### 福興里
由小半山大字而來，以彰南路與芬園鄉互通。
- 地名包含；小半山、苦苓腳、頂寮(平林橋)、崩崁。

## 南崗工業區

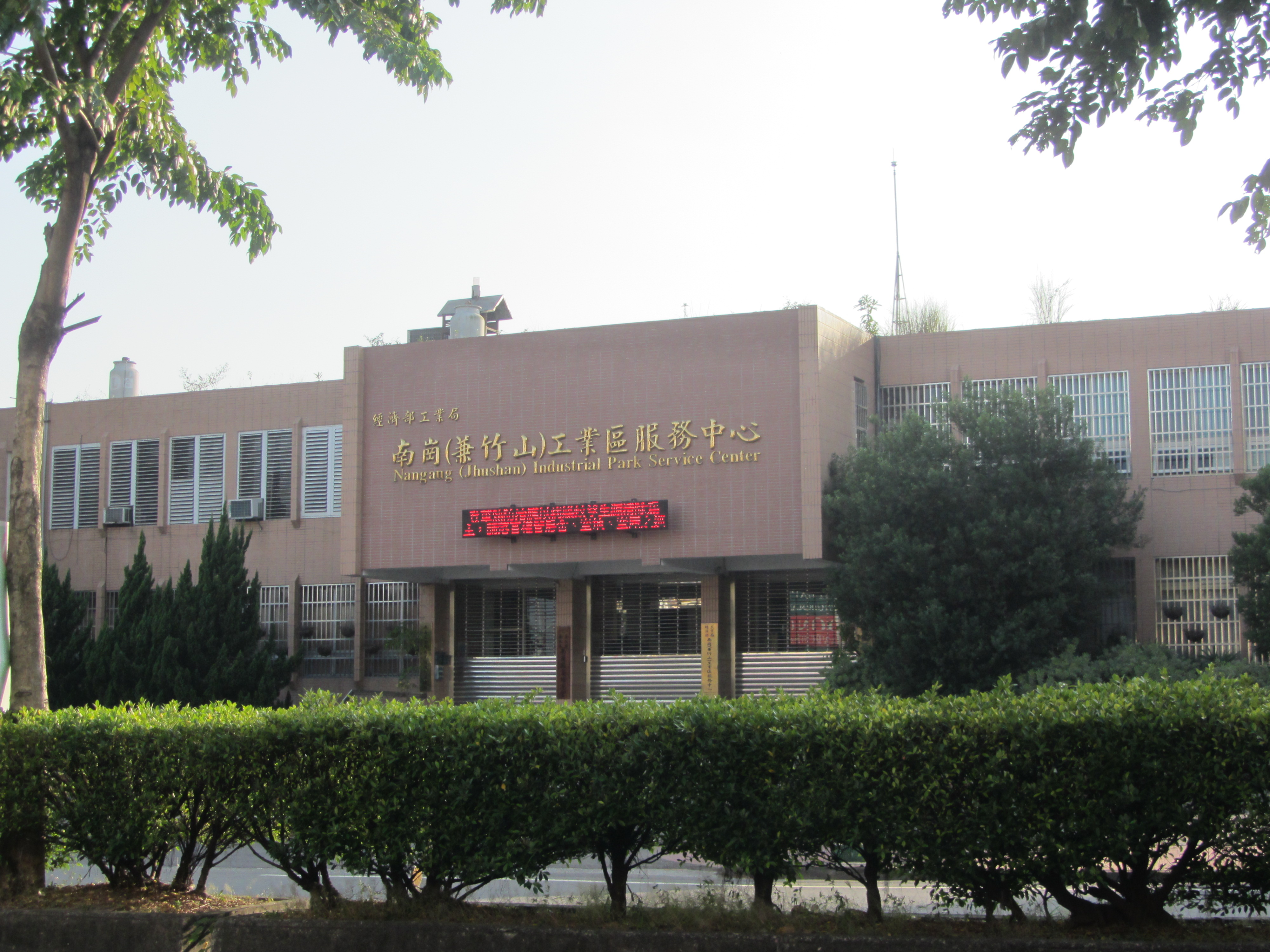
南崗（兼竹山）工業區服務中心

南崗工業區係政府為平衡區域經濟與工業發展，由中華工程公司開發。
民國63年開始施工，迄民國65年10月完成，因位置適中，地價合理及各種條件優越，促使興辦工業人踴躍購設廠。
民國68年初繼續規劃開發擴大工業區（第二期）於民國72年6月底完成，合計總面積412公頃。

## 交通

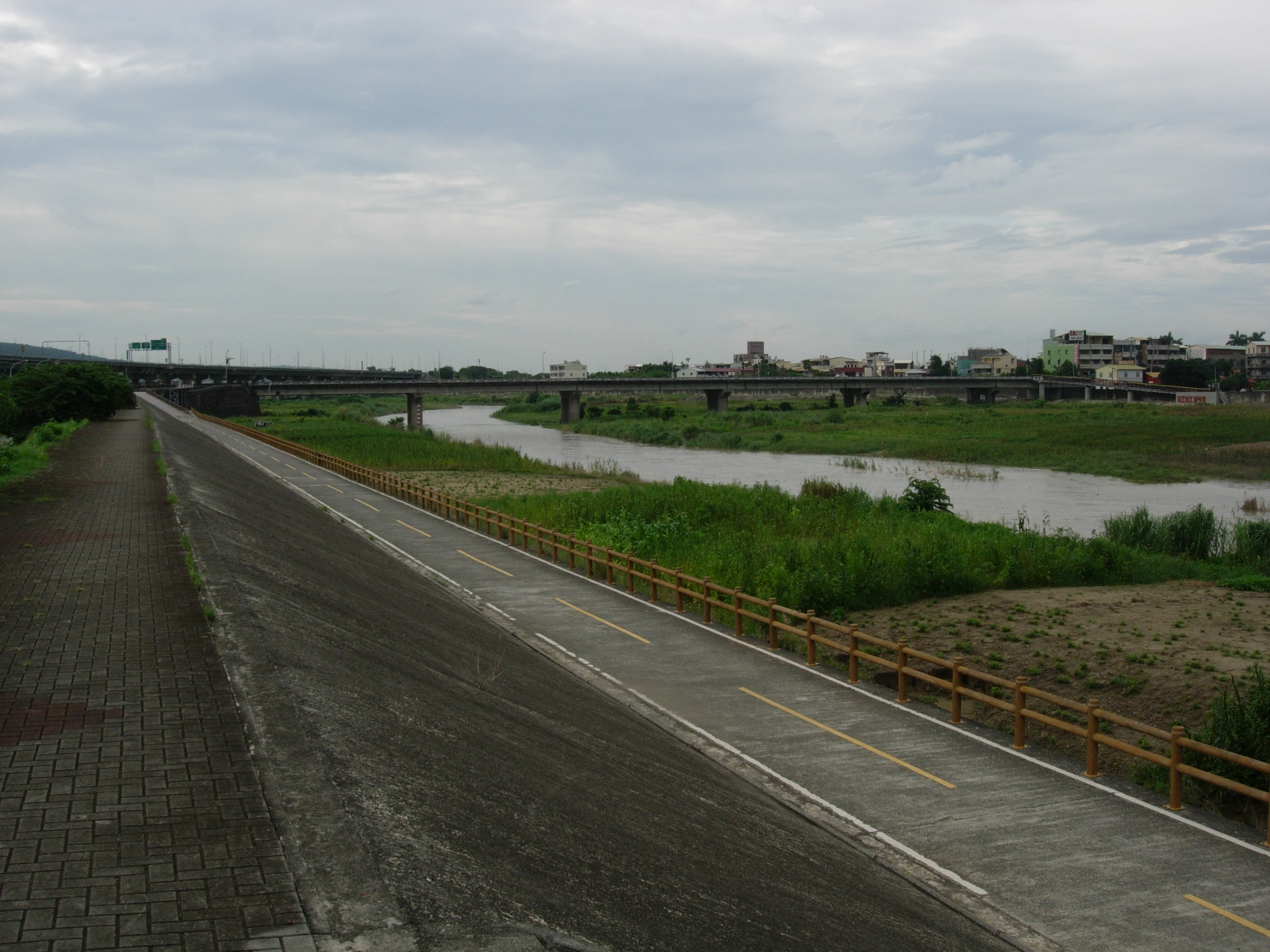
南崗大橋連接永豐里與營南里

本區早期為連絡南投、草屯兩地之中繼站，台3甲沿線是較早聚落，沿彰南路直接進入南投市區。
- 銜接國道
  - 國道三號修建前，南投地區居民大多以台3線接坪林橋走台14乙往王田交流道進入國道一號。
  - 貓羅溪橋完工後，逐漸取代坪林橋，成為連絡橋樑。
  - 國道三號南投交流道完工後，以台3線接貓羅溪橋，往台14乙(南向)進入國道三號。

### 省道
- 台3線南崗三路 - 南崗二路 
  - 台3甲中華路 - 彰南路二段
- 台14丁彰南路三段

### 鄉道
- 投18線鳳山路
- 投86線成功三路

### 公車
- 【6917　彰化－南投(經南崗)】
- 【6918　彰化－南投(經林子頭)】
- 【6919　彰化－南投(經縣庄)】
- 【6322　臺中－南崗－水里】

## 旅遊
- 南投碧山巖
- 小半山休閒林場
- 南崗樟樹公

## 外部連結
- 南崗都市計畫[永久]
- 內政部南投市地圖